# André, Príncipe de Saxe-Coburgo-Gota, Duque de Saxônia
André de Saxe-Coburgo-Gota, Duque da Saxônia (em alemão:  André Miguel Frederico Hans Armin Siegfried Hubertus; Kasel-Golzig, 21 de março de 1943 – Coburgo, 3 de abril de 2025) foi um proprietário de terras alemão que foi chefe da antiga Casa do Ducado de Saxe-Coburgo-Gota de 1998 até sua morte em 2025. Neto de Carlos Eduardo, o último Duque de Saxe-Coburgo-Gota. Além disso, por intermédio de Carlos Eduardo, André era primo-irmão do rei Carlos XVI Gustavo da Suécia e padrinho da princesa Madeleine, Duquesa de Hälsingland e Gästrikland. Tornou-se herdeiro aparente da chefia da antiga casa ducal em 6 de março de 1954, quando seu pai se tornou o chefe. A partir dos 16 anos, André fez visitas regulares à Alemanha em preparação para seu futuro papel como chefe da casa, retornando definitivamente em 1965. 

## Biografia
Era filho de Frederico Josias, Príncipe de Saxe-Coburgo-Gota e da antiga condessa Viktoria-Luise de Solms-Baruth. Tornou-se herdeiro da dinastia em 6 de março de 1954, quando seu pai se tornou o chefe e, com morte dele, em 23 de janeiro de 1998, ascendeu ao título.

## Casamento
Em Hamburgo, em 31 de julho de 1971, casou com Carin Dabelstein (nascida em 16 de julho de 1946), filha de Adolfo Guilherme Martino Dabelstein e Irma Maria Margarida Cellsen. O casamento, embora desigual, não era morganático, e foi autorizado pelo pai de André. Eles tiveram três filhos, que herdaram os estilos ducais e títulos:
1. Estefânia Sibila de Saxe-Coburgo-Gota, nascida em Hamburgo, 31 de janeiro de 1972
2. Umberto, Príncipe de Saxe-Coburgo-Gota, nascido em Hamburgo, 16 de setembro de 1975, o herdeiro aparente do Senhorio
3. Alexandre Felipe de Saxe-Coburgo-Gota, nascido em  Coburg, 4 de maio de 1977

Estava na linha de sucessão ao trono britânico por ser um bisneto do filho mais novo de Vitória do Reino Unido, príncipe Leopoldo, Duque de Albany. No entanto, caso o título de Duque de Albany fosse restaurado, não seria o herdeiro. Em vez disso, o príncipe Umberto de Saxe-Coburgo-Gota herdaria o ducado como herdeiro do último duque de Albany através de seu avô João Leopoldo, Príncipe Herdeiro de Saxe-Coburgo-Gota. Tinha tanto nacionalidade alemã como britânica.